# Séverin Kacou
 (novembre 2015).
 (janvier 2016).
Si vous disposez d'ouvrages ou d'articles de référence ou si vous connaissez des sites web de qualité traitant du thème abordé ici, merci de compléter l'article en donnant les références utiles à sa vérifiabilité et en les liant à la section « Notes et références ».
,Séverin Kacou (1968 - 13 avril 2001) est un prédicateur évangélique, président de Foursquare Côte d'Ivoire de 1997 à 2001 et président du Ministère de la puissance de l'évangile (MPE). Il est une figure importante de l'évangélisme en Côte d'Ivoire, mouvance religieuse répandue dans son pays d'origine, en particulier depuis la crise de 2002-2007 et en Afrique en général. Plutôt appelé pasteur au début de sa carrière, vers les années 2000, il est plus couramment désigné sous le vocable de prophète dans le milieu évangélique africain.

## Biographie

### Débuts évangéliques
Selon sa biographie officielle, au cours d'une nuit, alors qu'il était en proie à l'angoisse de la mort qui le hantait, il cria le nom de « Dieu » qui lui serait apparu et l'aurait apaisé.
Plus tard, malade et plongé dans un profond coma sur son lit d'hôpital, il aurait été visité une seconde fois par Jésus-Christ qui l'aurait ramené à la vie et l'aurait délivré des forces maléfiques.
Le «Seigneur» lui aurait alors confié la mission d'annoncer à l'humanité tout entière la puissance de la résurrection ainsi que le salut en Jésus-Christ. Cette mission consisterait à démontrer aux yeux de l'humanité que Dieu est resté attentif à leur sort. Il a ainsi mené des campagnes d'évangélisation en Afrique, en Amérique et en Europe, où il a prêché la parole de Dieu.

### Ses œuvres
Séverin Kacou aurait fait deux prophéties, la première en 1999, où il affirme que la Côte d'Ivoire connaîtra une crise profonde dans les prochaines années, et la seconde en 2000, où il promet que « La Côte d'Ivoire deviendra dans 10 à 15 ans l'éléphant d'Afrique, une des meilleures puissances africaines »[réf. nécessaire].
Il a été le Président de l’Église Foursquare en Côte d'Ivoire.
Il a bâti 35 églises et fut aussi le président du ministère de la Puissance de l’Évangile (M.P.E), dont le siège est en Côte d'Ivoire et est représenté en France.
Il a formé et consacré plusieurs femmes et hommes, dont le pasteur David Goma, Olivier Boni, les "prophétesses" Patricia Boni et Eponon Euphrasie...

## Vie privée
Il a été marié à l'évangéliste Kacou Willie Hélène qui est aujourd'hui la Présidente du Ministère de la Puissance de l’Évangile (M.P.E.) et présidente de The Foursquare Church à Paris. Il a eu 4 enfants avec sa femme : 2 garçons et de 2 filles.

## Affaire Béhanzin Armand
Au début de l'année 2007, Kacou Séverin est cité dans l'un des plus gros scandales de la Côte d'Ivoire[réf. nécessaire] par Béhanzin Armand. Accompagné de Soumah Yadi, Armand, converti au christianisme, prétend avoir pratiqué la sorcellerie avec plus de cent personnalités (religieuses, politiques, sportives, artistiques, etc.). Il aurait ainsi sacrifié des bébés humains. Parmi les personnalités citées, sans preuves de leur culpabilité, on retrouve Aïcha Koné, Didier Drogba, Bohoun Bouabré, des ministres congolais, Jean-Marie Domoraud (fils spirituel de Kacou Séverin), le pasteur Guy Vincent Kodja, Abbékan, etc.[réf. nécessaire]
Après cette déclaration, Béhanzin est enlevé, puis relâché trois jours plus tard. En cavale à Grand-Bassam, il est arrêté par la police dans un hôtel de cette ville où il se cachait. S'étant montré incapable d'apporter la preuve de ses allégations devant la justice, il écope d'une peine de prison de cinq ans après avoir été traduit en justice par l'évangéliste Kacou Willie Hélène, et condamné pour fausses accusations.